# Investor-state dispute settlement
L'Investor-state dispute settlement (in sigla: ISDS; traducibile in italiano come Risoluzione delle controversie tra investitore e Stato) è uno strumento di diritto pubblico internazionale che garantisce a un investitore straniero il diritto di dare inizio ad un procedimento di risoluzione delle controversie nei confronti di un governo straniero (lo "Stato ospite"). Disposizioni che prevedono l'ISDS sono contenute in un gran numero di trattati bilaterali per gli investimenti, in alcuni accordi commerciali internazionali, come nel Capitolo 11 dell'Accordo nordamericano per il libero scambio (NAFTA), e in accordi internazionali di investimento, come il Trattato sulla Carta dell'Energia.

## Funzione e tipi disettlement
L'ISDS nasce per garantire una adeguata tutela agli investitori stranieri, favorendo in questo modo il flusso di capitali e tecnologia dall'estero. L'ISDS ha lo scopo di garantire un procedimento imparziale, veloce ed efficace di risoluzione delle controversie, ed evitare il ricorso a corti nazionali che possono essere (o venir percepite dall'estero come) poco imparziali o eccessivamente inefficienti. 
I trattati internazionali che tutelano gli investitori possono prevedere varie forme di risoluzioni amichevoli delle controversie tra le parti, come ad esempio la mediazione. Nel caso in cui le parti della controversia non riuscissero a risolvere le controversie in modo amichevole, è generalmente consentito agli investitori di far ricorso, a propria scelta, alla tutela dei propri diritti davanti alle corti nazionali competenti, all'arbitrato 'ad hoc' (vale a dire senza il supporto logistico di una istituzione arbitrale) o istituzionale (si veda, ad esempio, il trattato bilaterale Italia-Marocco).

## Funzionamento dei Tribunali arbitrali d'investimenti
I tribunali arbitrali internazionali per le controversie investitore-Stato sono tribunali sovranazionali, costituiti di volta in volta per risolvere una singola controversia.
Questi tribunali sono composti da un numero di membri scelti dalle parti (generalmente, pari a tre membri), nominati tra accademici, avvocati, esperti di diritto internazionale (anche se, a seconda del tipo di arbitrato, vige una generale libertà delle parti nella scelta degli stessi). Nel caso di arbitrato istituzionale, è l'istituzione di riferimento che garantisce supporto logistico alla procedura (ad esempio, mediante liste di possibili arbitri da cui le parti sono libere di scegliere). 

## Procedimenti controversi
Talune voci critiche del sistema, ritengono che l'ISDS sia usato dagli investitori stranieri per contrastare politiche di tutela sociale e ambientale adottate da diversi stati nazionali, citando spesso taluni esempi di procedimenti controversi. Tuttavia, secondo uno studio UNCTAD del febbraio 2015, nel corso del 2014, 42 ricorsi a tribunali ISDS sono stati presentati dagli investitori e allo stesso anno, dei 356 casi conclusi, il 37% ha visto un pronunciamento in favore dello Stato e solo il 25% in favore dell'investitore, mentre nel 28% dei casi le parti sono giunte a un accordo.

### Esempi

#### Vattenfall vs. Germania
Il piano di ridimensionamento della produzione di energia nucleare in Germania a seguito degli incidenti a Fukushima nel 2011, che comportava il ritiro delle licenze a 8 impianti, compresi quelli di Brunsbüttel e Krümmel di proprietà dell'azienda energetica svedese Vattenfall, ha spinto l'azienda a ricorrere al tribunale di arbitrato (ICSID, International Centre for Settlement of Investment Disputies) istruendo una causa che , stando alle dichiarazioni del quotidiano tedesco Handelsblatt', ammonterebbe a 4,7 miliardi.
Il portavoce dell'azienda, Magnus Kryssare, ha poi dichiarato a World Nuclear News che, in base alle regole di confidenzialità implicite nel processo, la Vattenfall non può fornire alcun commento riguardo all'ammontare della compensazione rivendicata.

#### Philip Morris vs. Uruguay
Il 19 febbraio 2010 la Philip Morris International iniziò una causa ICSID contro lo Stato dell'Uruguay, come previsto dall'accordo bilaterale di promozione e protezione degli investimenti stranieri fra Uruguay e Svizzera (la compagnia ha sede a Losanna); il ricorso è stato iniziato a seguito dell'adozione di misure restrittive sul consumo e la diffusione dei prodotti a base di tabacco, in particolare al divieto di vendere in confezioni differenti sigarette della stessa marca e l'obbligo di apporre sui pacchetti immagini che dissuadessero dal consumo. Nel 2016 il tribunale ha deciso in favore dell'Uruguay, condannando Philip Morris a risarcire lo Stato sudamericano di 7 milioni di dollari di spese legali.

#### Philip Morris vs. Norvegia
Ricorso simile ha impegnato la Philip Morris Norway contro la Norvegia, in base agli accordi dello Spazio Economico Europeo. 
Il ricorso era conseguenza del divieto di esposizione dei prodotti al di fuori di luoghi appositi. 
La causa è stata persa dalla società nel settembre 2011.

#### Philip Morris vs. Australia
Alla proposta della norma che impone l'uniformazione della veste grafica dei pacchetti di sigarette venduti in Australia (Tobacco Plain Packaging Act 2011, entrata in vigore il 1 dicembre 2011), dopo aver svolto diverse campagne pubblicitarie associandosi a British American Tobacco e Imperial Tobacco (Alliance of Australian Retailers) per contrastare l'iniziativa, Philip Morris International ha adottato la propria filiale di Hong Kong per un ricorso al tribunale ISDS in quanto investitore tutelato dal Trattato bilaterale per gli investimenti stipulato fra Australia ed Hong Kong il 15 settembre 1993. Il tribunale è stato istituito il 15 maggio 2012 con sede a Singapore. Nel 2015, il tribunale arbitrale ha accolto le argomentazioni dell'Australia e decretato di non aver giurisdizione sul caso.